# Konstanty Ildefons Gałczyński
Konstanty Ildefons Gałczyński (Varsòvia, 23 de gener de 1905 - 6 de desembre 1953) fou un poeta polonès, conegut també per les seves traduccions dramàtiques breus.
Després de l'esclat de la Primera Guerra Mundial, la seva família va abandonar Varsòvia i es va traslladar a Moscou, on Gałczyński va formar part d'una escola polonesa. De tornada a Varsòvia, va estudiar els clàssics i filologia anglesa.
La seva primera publicació va ser l'any 1923. S'associa amb la poètica del grup Kwadryga, així com a revistes satíriques i polítiques, es converteix en part de la «bohèmia» de la capital polonesa. El 1930, es va casar amb Natalia Awałow, amb qui va viure per primera vegada a Berlín com a agregat cultural, i després a Vílnius en els anys 1934-1936. Aquesta última ciutat va deixar una empremta important a la seva poesia, d'una banda, perquè Kira, el seu únic fill, va néixer allà, i d'una altra a causa de la influència del poeta romàntic Adam Mickiewicz, també imbuït a l'ambient de Vílnius. Des de 1936 i fins a 1939, Gałczyński es troba a prop del centre de Narodowa Demokracja, partit nacionalista polonès, col·labora amb la revista de dreta Prosto z mostu, dona fi a aquest compromís amb els esdeveniments de la Segona Guerra Mundial.
Presoner durant la Segona Guerra Mundial, va esdevenir un poeta oficial del règim prosoviètic, mentre escrivia poemes i d'altres formes literàries més íntimes i iròniques, on va demostrar la seva erudició i sensibilitat. La majoria dels seus poemes tenen rima.
A més a més dels seus poemes, és conegut per obres curtes teatrals, «Teatrzyk Zielona Gęś». Entre els seus poemes més importants es consideren Notatki z nieudanych rekolekcji paryskich el 1946. El seu treball consisteix en tres parts principals, en els quals la primera inclou poemes i obres de teatre satíric, conegut pel públic, mentre que el segon inclou poemes més personals, menys accessibles, i la tercera part consta de textos personalitzats per encàrrec.
El 1950, va esdevenir objecte d'una batalla ideològica, el seu treball artístic va ser exposat per Adam Ważyk a la Reunió d'Escriptors polonesos com d'un «petit burgès». El seu compromís al costat del règim oficial li va valer ser un dels herois del llibre de denúncia de Czeslaw Milosz, Zniewolony umysł (El pensament captiu, 1953).

## Traduccions
Entre les seves traduccions o paràfrasi es troben: 
- El somni d'una nit d'estiu de William Shakespeare (1952), i
- Oda a l'Alegria de Friedrich Schiller.